# Panni (motorkerékpár)

A Panni a Csepeli Kerékpárgyárban, majd az egri Finomszerelvénygyárban 1958 és 1962 között készült törperobogó márkaneve.

## Elődök
A Panninak nem volt közvetlen elődje. Bár már korábban is készültek itthon segédmotoros kerékpárok, robogókat nem gyártottak addig. Az 1950-es évek közepén kezdték meg az új magyar moped tervezését külföldi tapasztalatok felhasználásával, ekkor döntöttek úgy, hogy a moped műszaki alapjaira törperobogót is építenek.

## Történet

### Tervezés, fejlesztés
Az újonnan kifejlesztett VT50 erőforrást már úgy tervezték, hogy legyen pedál nélküli, robogóban használható változata is. Ez a VT50R kódot kapta. Ehhez aztán a Csepeli Kerékpárgyárban terveztek egy, a kor divatjának megfelelő, nagykerekű, alacsony vázas törperobogót. A forma erősen hasonlított a korabeli nyugatnémet Victoria Nicky robogóra .
A pedálok hiánya miatt a hátsó féket nem "kontrázással", hanem külön lábpedállal kellett működtetni, lábtartóként pedig széles trepniket használtak. A kerekek elöl-hátul lengőkarokra támaszkodtak, elöl gumirugókon, hátul hosszú tekercsrugókon rugóztak, lengéscsillapítás nélkül. A kerekek – a Bervától eltérően – kis méretű, ún. félfékdobbal készültek. A motorkerékpárt pedálozás helyett kézi indítókarral kellett indítani.

### A gyártás kezdetei
Az eleinte Csepel Panni, később csak egyszerűen Panni R50 néven emlegetett típust a kerékpárgyárban kezdték gyártani. A robogó az 1957-es Budapesti Ipari Vásáron mutatkozott be, ahol nagy sikert aratott. A divatos formát és korszerű megoldásokat azonban feledtette a motor: a kis, 1,5 lóerős kétütemű erőforrás nehezen tudta mozgatni a Bervánál nehezebb, nagyobb homlokfelületű motort és a zárt burkolat miatt erősen melegedett. Ezen különféle megoldásokkal próbáltak segíteni, nagyrészt sikertelenül.
A motort kétféle felszereltségi szintben gyártották. Az egyszerűbb változatok sebességmérője helyén krómozott fedlap volt és nem kaptak kormányzárat.

### Költözés Felnémetre és a gyártás vége
1960-ban a gyártás egységesítése érdekében az egri Finomszerelvénygyárba költöztették az összeszerelést. Innentől kezdve folyamatos volt az alkatrészek egységesítése a testvérmodellek között egészen a gyártás 1962-es befejezéséig.

### Panni R75
A Panni bemutatásakor felmerült az igény a vásárlók részéről a kétszemélyes kivitelre is, amely a Pannóniák és Danuviák olcsóbb, bizonyos szempontokból célszerűbb alternatívája lehetett volna. Ezért a gyár belekezdett a nagyobb hengerűrtartalmú, kétszemélyes Panni R75 tervezésébe.  A motorból egyetlen prototípus készült el, ezt az 1958-as Budapesti Ipari Vásáron mutatták be a nagyközönségnek. Sorozatgyártásra a kedvező fogadtatás ellenére sem került sor. A motor később a Két emelet boldogság című 1960-as magyar filmben is látható volt.

## Külső hivatkozások
- 50kubik.de[halott link] Galéria a Victoria Nicky törperobogóról
- Keleti Blokk A Panni robogó története
- Maróti Motorkerékpár-gyűjtemény Panni törperobogó